# ナガバタチツボスミレ
ナガバタチツボスミレ Viola ovato-oblonga は日本で普通に見られるスミレ属の植物の1種。タチツボスミレに似て、立ち上がる茎に出る葉が細長くなる。

## 特徴
常緑の多年生草本。地下茎は短く横に伸び、木質化する。普通は全体に無毛だが、時に葉や茎、花柄に細かな毛があるものがある。地上に伸びる茎は束になって出て枝分かれし、高さ20-40cmになる。
花時には根出葉と立ち上がる茎が根本から束になって出て、茎は高さ15-20cm、斜めに立ち上がる。このような茎は花が終わると更に伸び上がって高さ30cmほどになることもあり、先の方に茎に出る葉と閉鎖花をつける。
根出葉は円心形で幅2-3cmになり、基部は心形をしている。茎の葉はこれより細長い形になり、狭卵状三角形から披針形になって茎の先のものほど次第に尖る。托葉は狭披針形で、羽裂するがやや荒い感じ。
花期は4-5月。花茎は根本からと、それに立ち上がる茎の葉腋から出る。花は淡紫色。萼片は披針形。花弁は長さ12-15mm。側花弁は無毛、距は長さ7-8mm。
なお、牧野は和名としてナガバノタチツボスミレと『ノ』の入ったものを録っており、いがりまさしもそれにならっている。ちなみにYListでも変種の名では「ノ」の入ったものを採用している。

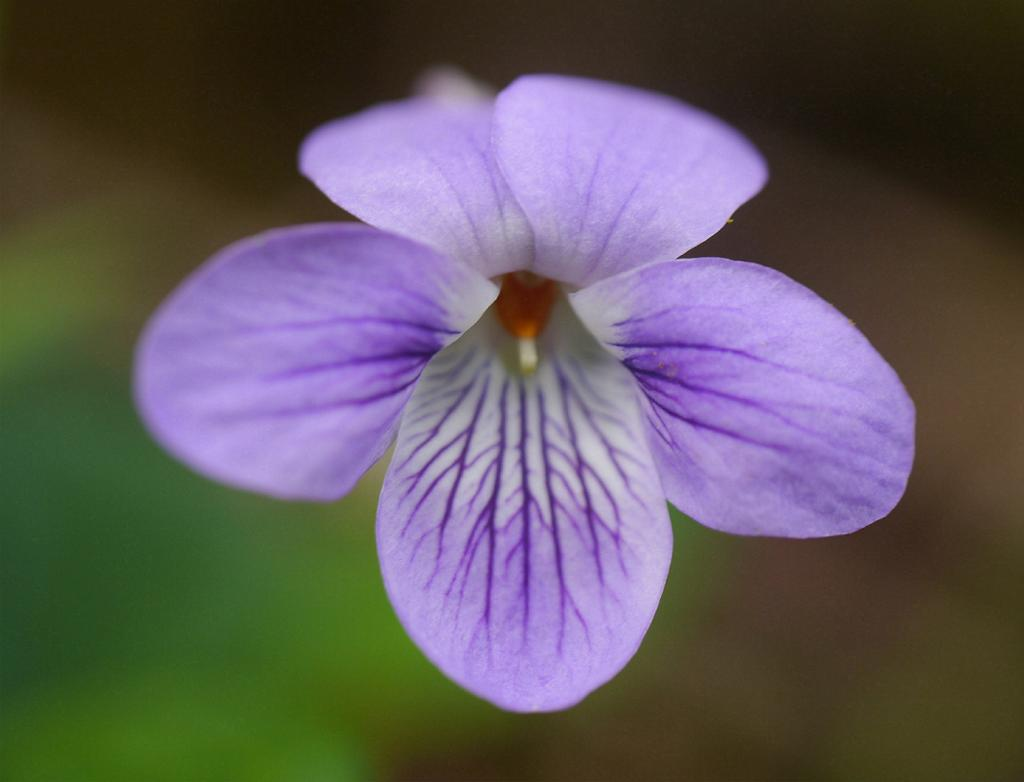
花・正面
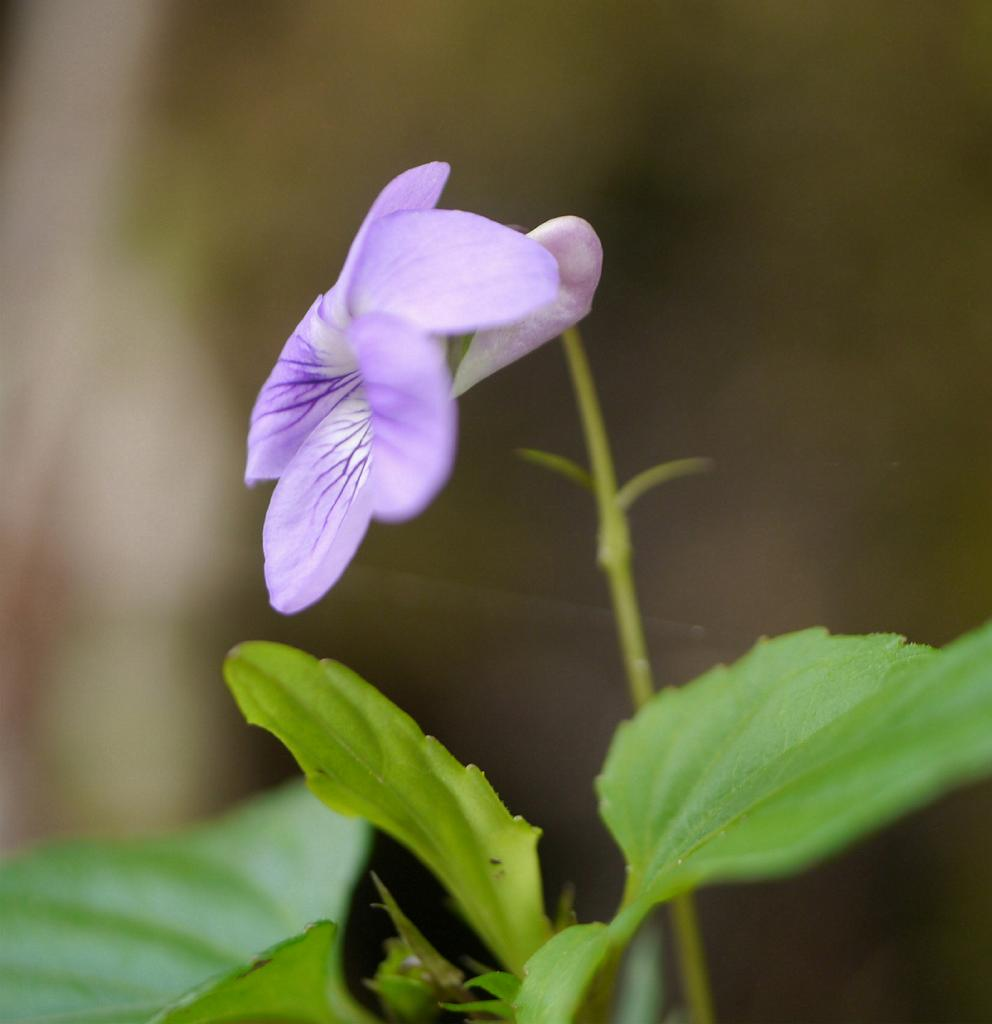
花・側面
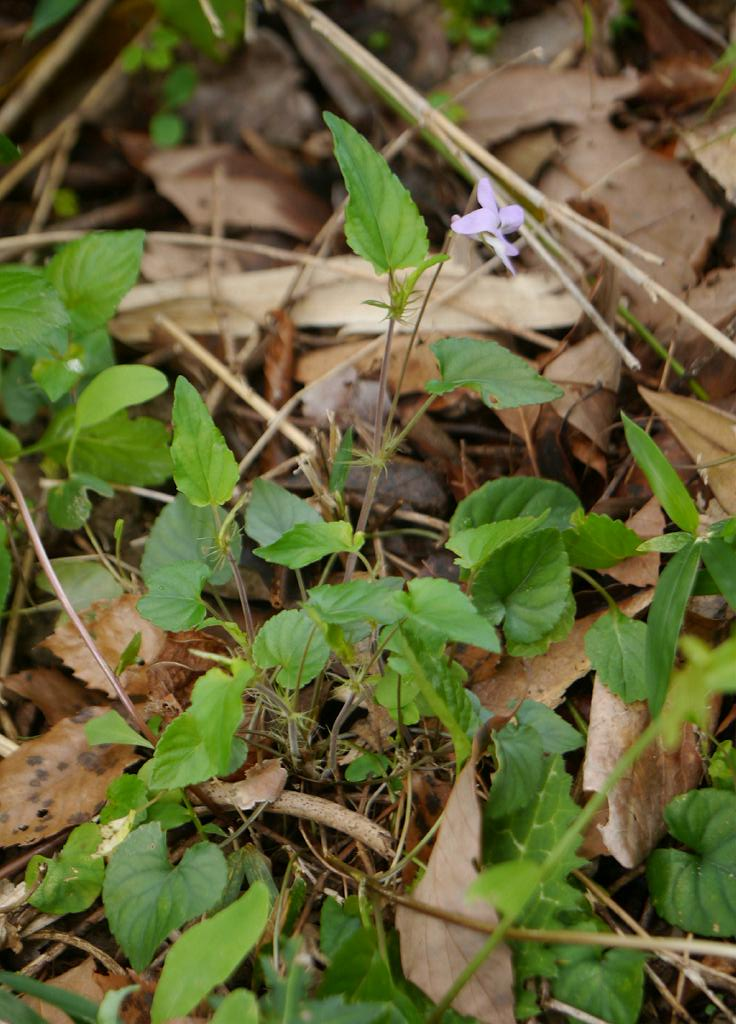
根出葉と茎葉の違い
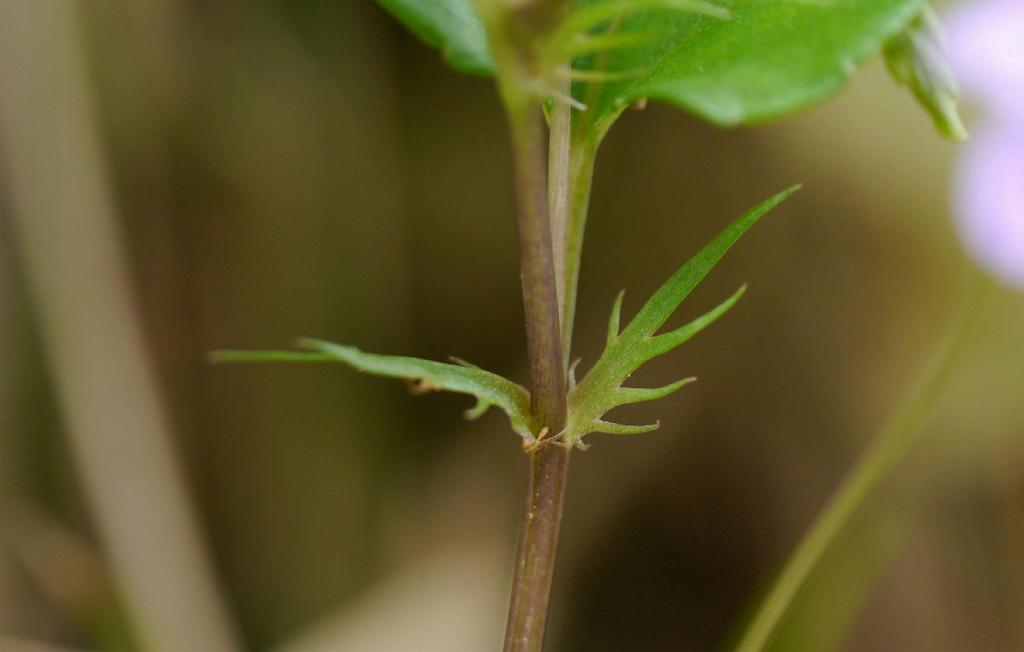
托葉

## 分布と生育環境
本州の中部地方より西から九州にかけて分布する。国外では朝鮮の南部からも知られる。
山地で林の下などに普通に見られる。標高1000m以下、海岸付近まで生え、水はけのよい日陰を好むが、近畿や九州北部では日向にも出る。

## 類似種
近縁種でもっとも普通に見られるタチツボスミレ V. grypoceras は根出葉も茎に出る葉も円心形でほぼ同型である点で、茎の葉が細長くなる本種と区別出来る。
その点、茎葉が根出葉より細長くなる特徴で共通するのがニオイタチツボスミレ V. obtusa で、花がない季節にはよく似て区別が難しいこともあるが、この種は普通は細かな毛があるので区別出来る。葉の鋸歯の形もやや異なる。
また葉の色では本種は暗緑色のものが多いのに対して、ニオイタチツボはより明るい緑のものが多い。花については色も形もタチツボスミレとニオイタチツボの中間という印象。
茎の葉が特に細長くなる場合、タチスミレ V. raddeana と紛れることもあるという。ただしこれは花が小さくて白いので花があれば間違いようはないし、ツボスミレに近いもので縁は遠い。

## 種内変異
以下のような品種も知られる。多くは普通の図鑑では取り上げられていない。
- f. pubescens ケナガバノタチツボスミレ：葉や茎などに毛があるもの[7]。
- F. variegata　マダラナガバノタチツボスミレ：葉の葉脈に沿って紅紫色の斑が入るもの。
- f. albiflora　シロバナナガバタチツボスミレ：花が白いもの[8]。